# 오픈스트리트맵 재단
오픈스트리트맵 재단 (약칭 OSMF )은 자유롭게 재사용 가능한 지리공간 데이터의 개발을 지원하고 활성화하는 것을 목표로 하는 비영리 재단으로, 오픈스트리트맵 프로젝트와 긴밀하게 연결되어 있다.

## 역사
오픈스트리트맵 재단은 2006년 8월 22일 잉글랜드 웨일스에 보증 유한회사로 등록되었다.  2007년에는 맨체스터에서 첫 번째 State of the Map 콘퍼런스를 개최했다.
2009년 10월 재단은오픈스트리트맵의 데이터 라이센스를 크리에이티브 커먼즈 라이선스 저작자표시 + 동일조건변경허락에서 오픈 데이터베이스 라이선스로 변경하는 것에 대해 회원투표에 회부할 것이라고 밝혔으며, 2012년 9월 전환이 완료되었다.
2013년 9월부터 재단은 기업 후원 회원을 받기 시작했으며, 초기 기업 회원은 Geofabrik, Geotab, 네이버, NextGIS 및 맵박스였다.

최근 1년 동안 최소 42일 이상 편집 또는 오프라인 활동을 통해 오픈스트리트맵에 적극적으로 기여하는 사람은 무료로 이사회 구성원 선출에 대한 투표권을 갖는 회원이 될 수 있는 활성 기여자 회원 프로그램이 2020년 8월에 도입되었다.
2021년 6월, 재단은 브렉시트의 영향으로 인한 데이터베이스 권리 문제, 재단의 자선 단체 자격 취득의 어려움, 페이팔 및 은행 업무의 어려움 증가로 인해 본부를 영국에서 유럽 연합으로 이전하는 것 고려하고 있다고 밝혔다. 재단은 아직 새 본부의 위치를 발표하지 않았다.

## 거버넌스
오픈스트리트맵 재단은 회원제 조직이다. 재단 회원 자격은 오픈스트리트맵 웹사이트의 사용자 계정과 별개이며, 사용자 계정은 지도에 기여하는데 필요하며 재단 회원은 총회에서 투표할 수 있는 자격을 보유한다.
재단은 재단 임원인 회장, 총무, 재무를 포함하여  재단의 회비를 납부하는 회원들에 의해 선출되는 7명의 이사로 구성된 이사회가 운영한다.
대부분 자원봉사자로 구성된 여러 실무 그룹이 재단을 대신하여 일상적인 업무를 수행한다.
여러 지역 지부가 오픈스트리트맵 재단과 제휴하고 있다.

## 프로그램 및 이니셔티브
오픈스트리트맵 재단은 오픈스트리트맵 프로젝트를 홍보하고 지원하지만 공식적으로 프로젝트나 해당 콘텐츠를 소유하지는 않는다. 오픈스트리트맵 개발에서 재단의 상대적으로 낮은 비중은 위키미디어 재단 과 위키백과의 관계와 대조적이다.
오픈스트리트맵 프로젝트 내의 일상적인 운영 외에도 재단과 실무 그룹은 프로젝트 성장을 촉진하기 위해 여러 가지 이니셔티브를 실행한다. 연례 State of the Map 콘퍼런스는 오픈스트리트맵 커뮤니티의 대표적인 콘퍼런스이다. GPStogo 프로그램은 개발도상국의 지도 제작자에게 GPS 수신기를 빌려준다.

## 주요 인물
- 스티브 코스트 – 전 명예 이사회 의장; 오픈스트리트맵의 창립자[17]
- 앨런 머스타드 – 전 이사회 멤버;[18] 전 미국 외교관